# Wierzch
Wierzch (dodatkowa nazwa w j. niem. Deutsch Müllmen) – wieś w Polsce położona w województwie opolskim, w powiecie prudnickim, w gminie Głogówek. Historycznie leży na Górnym Śląsku, na ziemi prudnickiej. Położona jest na terenie Wysoczyzny Bialskiej, będącej częścią Niziny Śląskiej.
W latach 1975–1998 miejscowość należała administracyjnie do ówczesnego województwa opolskiego.
Według danych na 2011 wieś była zamieszkana przez 425 osób.

## Geografia

### Położenie
Wieś jest położona w południowo-zachodniej Polsce, w województwie opolskim, około 6 km od granicy z Czechami, na Wysoczyźnie Bialskiej, tuż przy granicy gminy Głogówek z gminą Biała. Należy do Euroregionu Pradziad. Leży na terenie Nadleśnictwa Prudnik (obręb Prudnik).

### Środowisko naturalne
We Wierzchu panuje klimat umiarkowany ciepły. Średnia temperatura roczna wynosi +8,2 °C. Duże zróżnicowanie dotyczy termicznych pór roku. Średnie roczne opady atmosferyczne w rejonie Wierzchu wynoszą 627 mm. Dominują wiatry zachodnie.

## Nazwa
Wieś wzmiankowana w 1217 pod nazwą Virk, która oznacza wierzchołek, wzniesienie, szczyt, co wskazuje na położenie wsi w górnym biegu rzeki Graniczówki. Topograficzny opis Górnego Śląska z 1865 roku notuje wieś pod obecnie stosowaną, polską nazwą Wierzch, a także niemiecką Deutsch Müllmen we fragmencie: „Deutsch Müllmen (1317 Milowano, polnisch Wirok, kirchlich Wierzch, Unhohe)”. W opracowanej w 1971 przez Powiatowy Inspektorat Statystyczny w Prudniku Statystycznej charakterystyce miejscowości w gromadach powiatu prudnickiego, miejscowość została wymieniona pod nazwą Wierzch.

## Historia

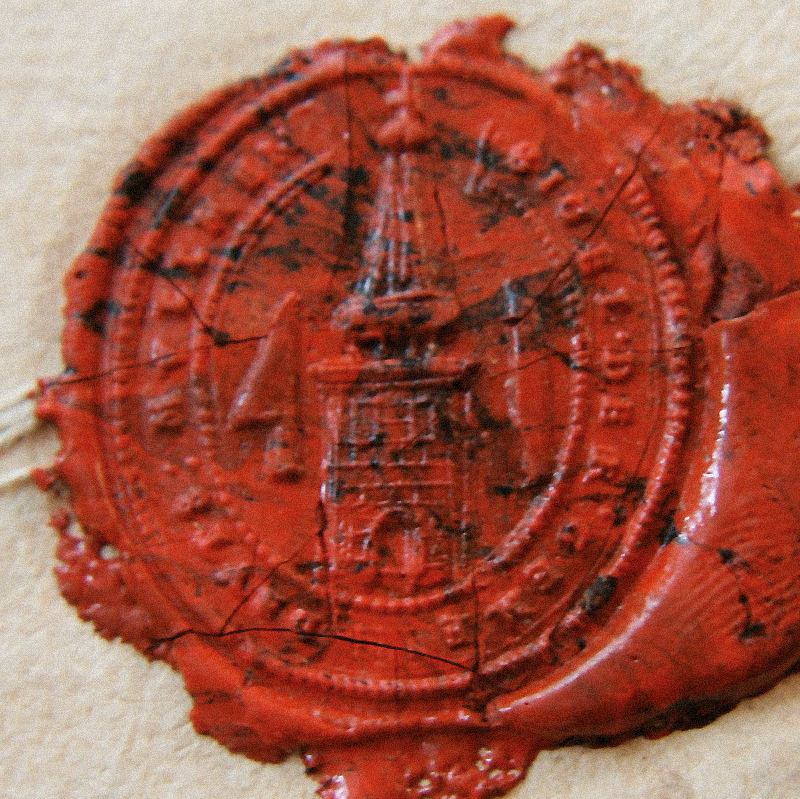
Pieczęć Wierzchu (1723)

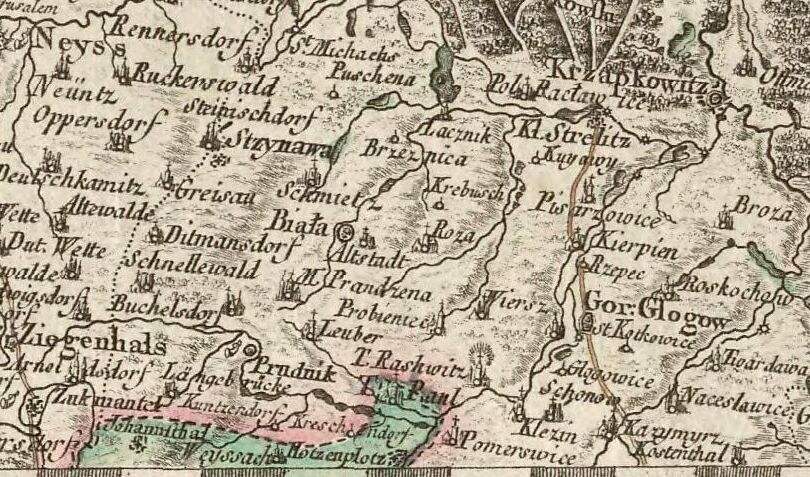
Wierzch (Wiersz) wśród miejscowości ziemi prudnickiej na polskojęzycznej mapie z 1772

Pierwsze wzmianki o Wierzchu pochodzą z 1217. Kościół w Wierzchu wzmiankowany w 1371. Miejscowość powstała w układzie wsi placowej. W 1573 właścicielem Wierzchu był Henryk Strzela. Do 1742 wieś należała do powiatu sądowego głogóweckiego w Monarchii Habsburgów. Po I wojnie śląskiej znalazła się w granicach Królestwa Prus i weszła w skład powiatu prudnickiego w prowincji Śląsk. Friedrich Albert Zimmermann w 1784 notował, że w okolicach Wierzchu znajdowały się najżyźniejsze gleby w powiecie prudnickim. Wieś posiadała swoją własną pieczęć, która przedstawiała w polu kościół, po prawej lemiesz pługa, po lewej ostrze kosy w słup, a w otoku napis: Sieg. der Gem. Deutsch-Müllmen / Kr. Neustadt (pol. Gmina Wierzch / Powiat Prudnicki).

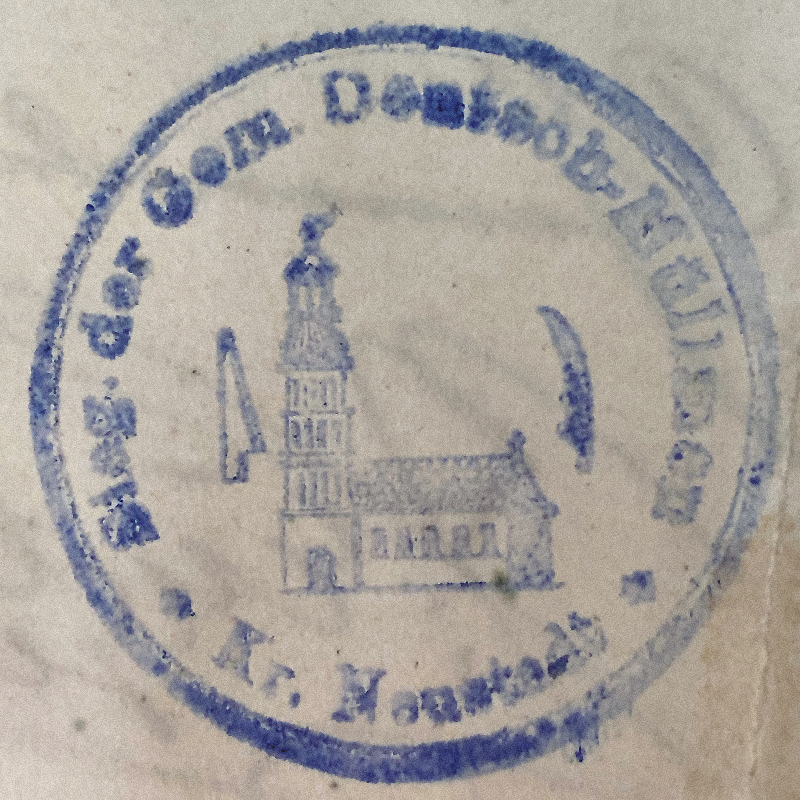
Pieczęć Wierzchu (1897)

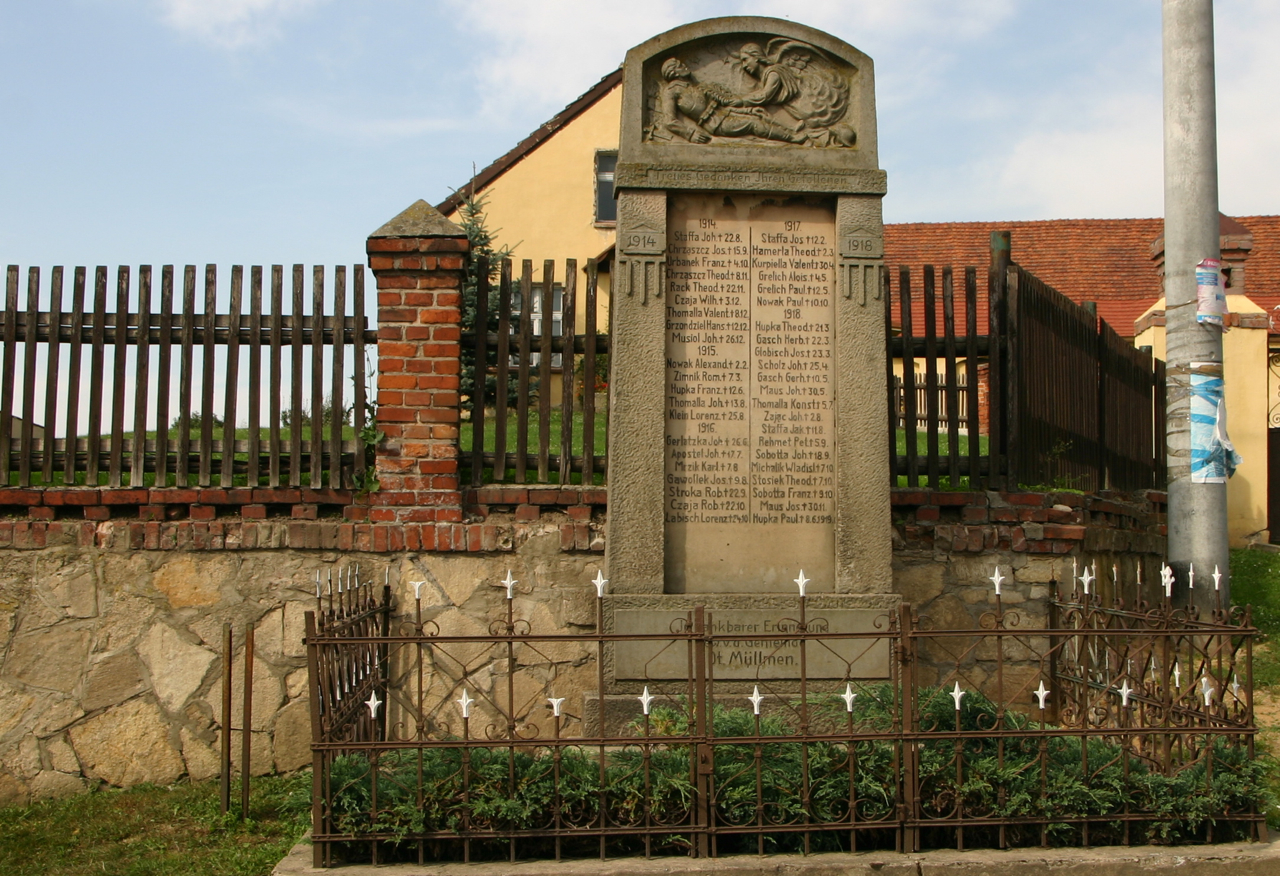
Pomnik upamiętniający mieszkańców wsi, którzy zginęli podczas I wojny światowej

W 1910 w Wierzchu została założona jednostka ochotniczej straży pożarnej. Remiza strażacka została zbudowana na początku lat 20. XX wieku. Według spisu ludności z 1 grudnia 1910, na 766 mieszkańców Wierzchu 34 posługiwało się językiem niemieckim, 723 językiem polskim, a 9 było dwujęzycznych. Po I wojnie światowej we wsi powstał pomnik upamiętniający mieszkańców wsi, którzy zginęli podczas niej. W 1921 w zasięgu plebiscytu na Górnym Śląsku znalazła się tylko część powiatu prudnickiego. Wierzch znalazł się po stronie wschodniej, w obszarze objętym plebiscytem. Do głosowania uprawnione były w Wierzchu 573 osoby, z czego 426, ok. 74,3%, stanowili mieszkańcy (w tym 418, ok. 72,9% całości, mieszkańcy urodzeni w miejscowości). Oddano 565 głosów (ok. 98,6% uprawnionych), w tym 564 (ok. 99,8%) ważne; za Niemcami głosowało 396 osób (ok. 70,2%), a za Polską 168 osób (ok. 29,8%). Do domu Rudolfa Grelicha w Wierzchu przeniesiono z Mionowa prywatną szkołę polską. We wsi zorganizowano polski zespół teatralny, kółko śpiewacze i Towarzystwo Młodzieży Polskiej przy Związku Polaków w Niemczech. W 1938 polska szkoła w Wierzchu została zamknięta.

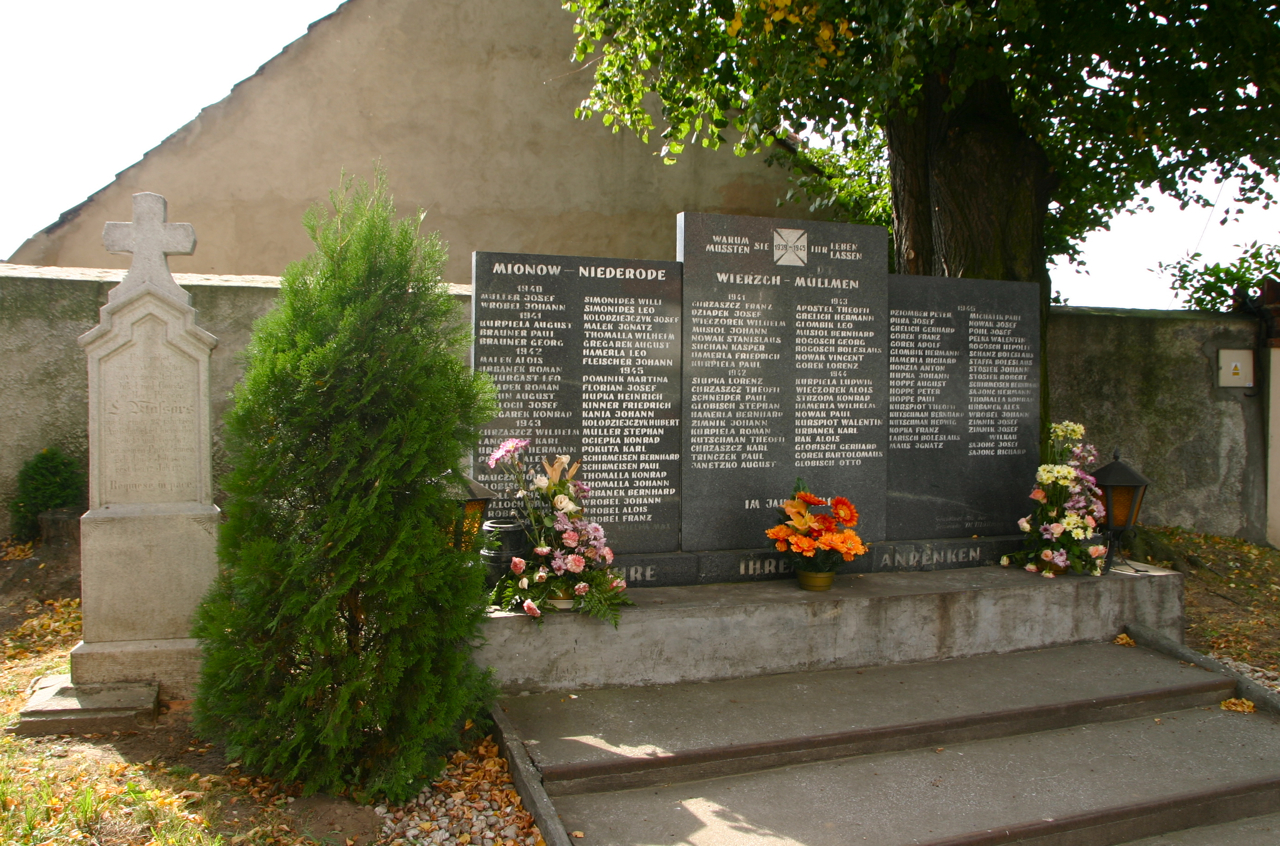
Pomnik upamiętniający mieszkańców Wierzchu i Mionowa, którzy zginęli podczas II wojny światowej

Podczas II wojny światowej, 7 sierpnia 1944 nad Wierzchem został zestrzelony amerykański bombowiec Liberator B-24 porucznika Lestera Huntera z 460. Grupy Bombowej wracający do bazy we Włoszech po zbombardowaniu zakładów chemicznych w Blachowni i Zdzieszowicach. Został trafiony przez pocisk artylerii przeciwlotniczej, a następnie ostrzelały go niemieckie myśliwce. Z 10-osobowej załogi przeżyło 7 lotników. Samolot rozbił się na polach uprawnych na wzgórzu koło Wierzchu. W sierpniu 2014 stowarzyszenie Blechhammer 1944 przeprowadziło poszukiwania pozostałości samolotu, w których uczestniczył m.in. Adam Sikorski z ekipą programu „Było, nie minęło”. Odnaleziono wówczas niewielkie fragmenty samolotu i pozostałości amunicji. W styczniu 1945 przez Wierzch przeszły kolumny więźniów niemieckich obozów koncentracyjnych. W toku tzw. „marszu śmierci” wiele osób zmarło lub zostało zamordowanych przez Niemców. Na skraju drogi pod Wierzchem zabito trzech więźniów. W czasie działań wojennych w 1945 w okolicy Wierzchu zginęło 242 niemieckich żołnierzy, którzy następnie zostali pochowani przez miejscową ludność na cmentarzu we wsi. W 2015 przeprowadzono ekshumację masowych grobów. Na placu kościelnym we wsi powstał pomnik upamiętniający mieszkańców Wierzchu i Mionowa, którzy zginęli podczas II wojny światowej.
Po II wojnie światowej, od marca do maja 1945 powiat prudnicki znajdował się pod kontrolą radzieckiej komendantury wojskowej. 11 maja 1945 polska administracja przejęła władzę cywilną w powiecie prudnickim. Mieszkańcom Wierzchu, posługującym się dialektem śląskim bądź znającym język polski, pozwolono pozostać we wsi po otrzymaniu polskiego obywatelstwa.
W latach 1945–1950 Wierzch należał do województwa śląskiego, a od 1950 do województwa opolskiego. W latach 1945–1954 wieś należała do gminy Racławice Śląskie, w latach 1954–1959 była siedzibą gromady Wierzch, w 1959 należała do gromady Błażejowice, a w latach 1959–1972 do gromady Mochów. Podlegała urzędowi pocztowemu w Racławicach Śląskich.
1 czerwca 1975 oddano do użytku nową remizę ochotniczej straży pożarnej. W 1998 Wierzch przystąpił do Programu Odnowy Wsi Opolskiej.
Podczas powodzi we wrześniu 2024 wieś została zalana. Mieszkańcy zostali pozbawieni bieżącej wody pitnej. Zniszczony został przepust w Wierzchu.

## Mieszkańcy

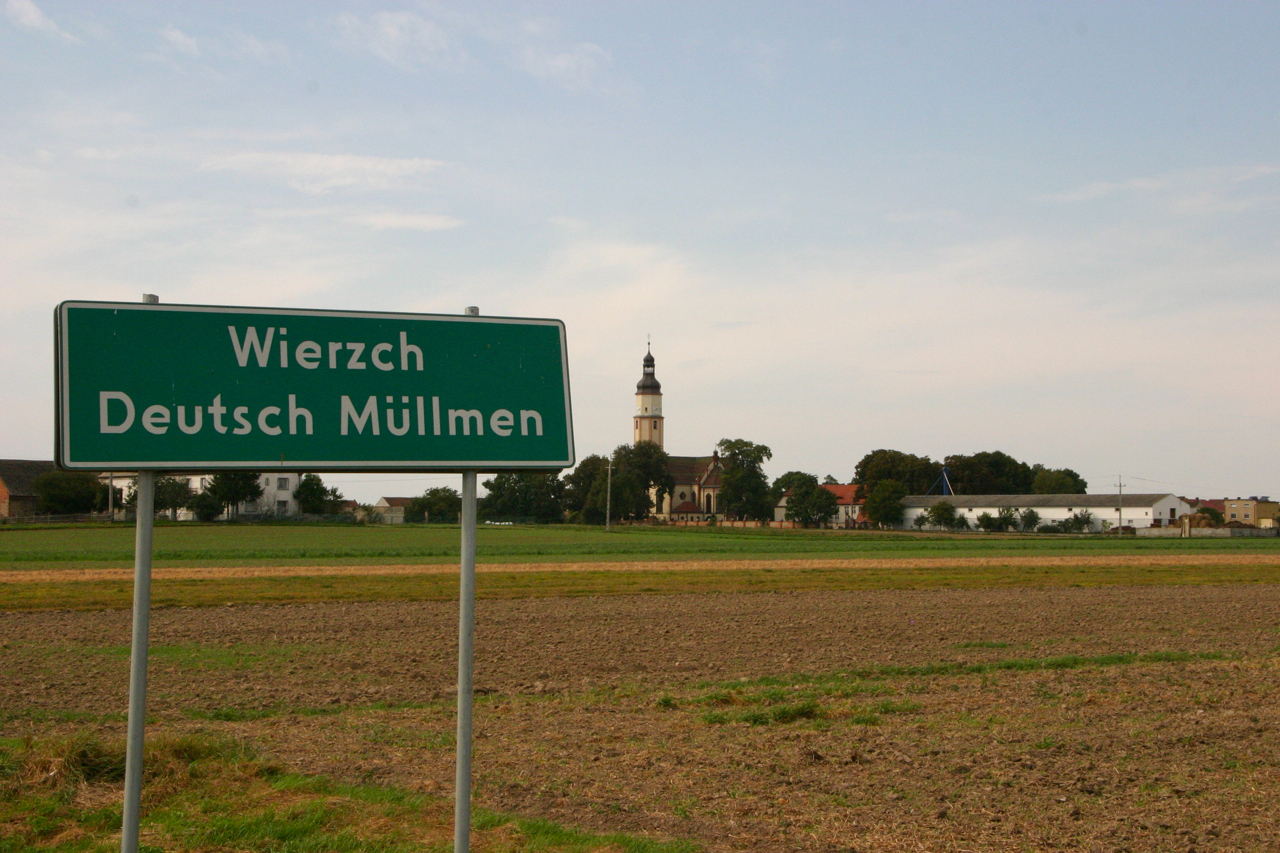
Tablica z podwójną nazwą przed wjazdem do Wierzchu od strony Głogówka

Miejscowość zamieszkiwana jest przez mniejszość niemiecką oraz Ślązaków. Mieszkańcy wsi posługują się gwarą prudnicką, będącą odmianą dialektu śląskiego. Należą do podgrupy gwarowej nazywanej Goloki.

### Liczba mieszkańców wsi
- 1871 – 745[39]
- 1885 – 819[40]
- 1905 – 782[41]
- 1910 – 766[19]
- 1933 – 743[42]
- 1939 – 714[42]
- 1966 – 604[43]
- 1998 – 505[44]
- 2002 – 456[44]
- 2009 – 435[44]
- 2011 – 425[44]
- 2013 – 420[45]

## Zabytki

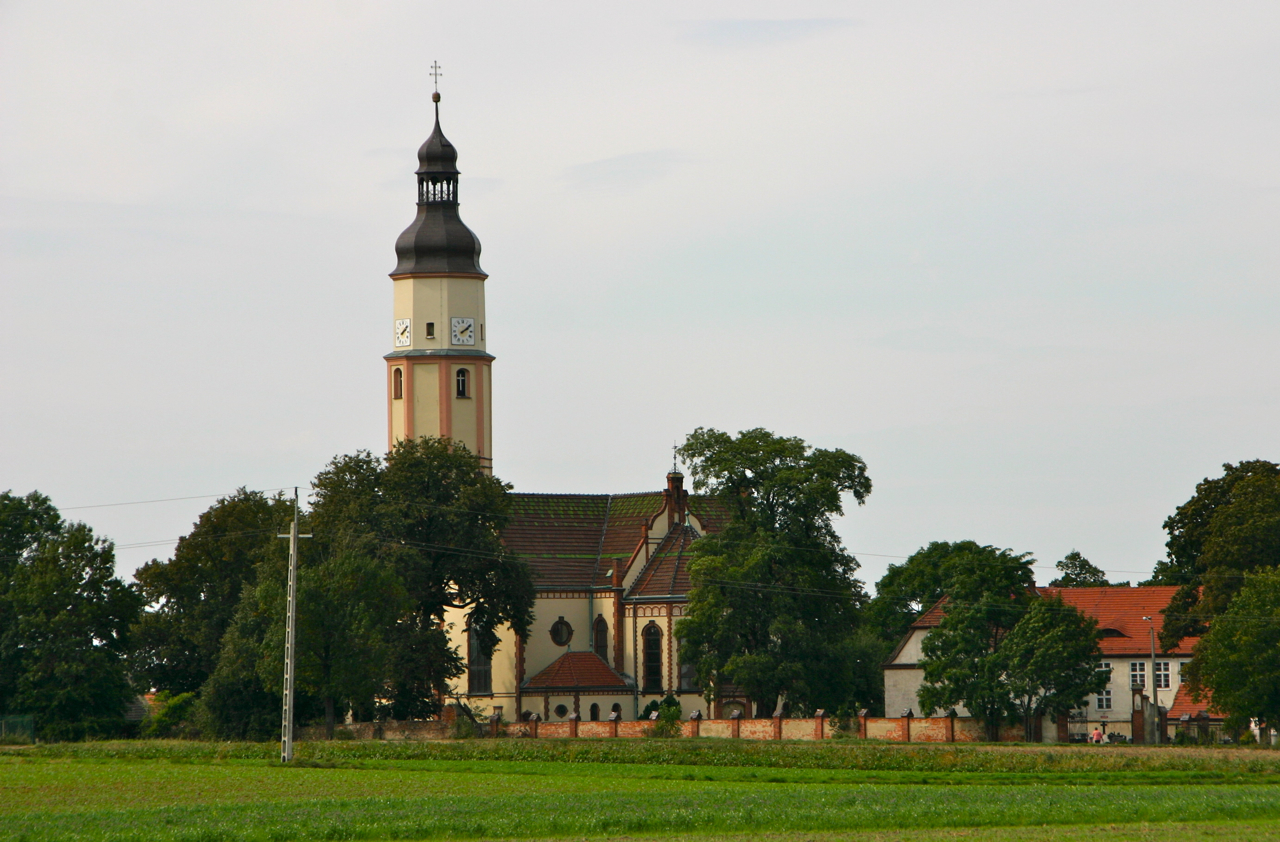
Kościół z ogrodzeniem cmentarza

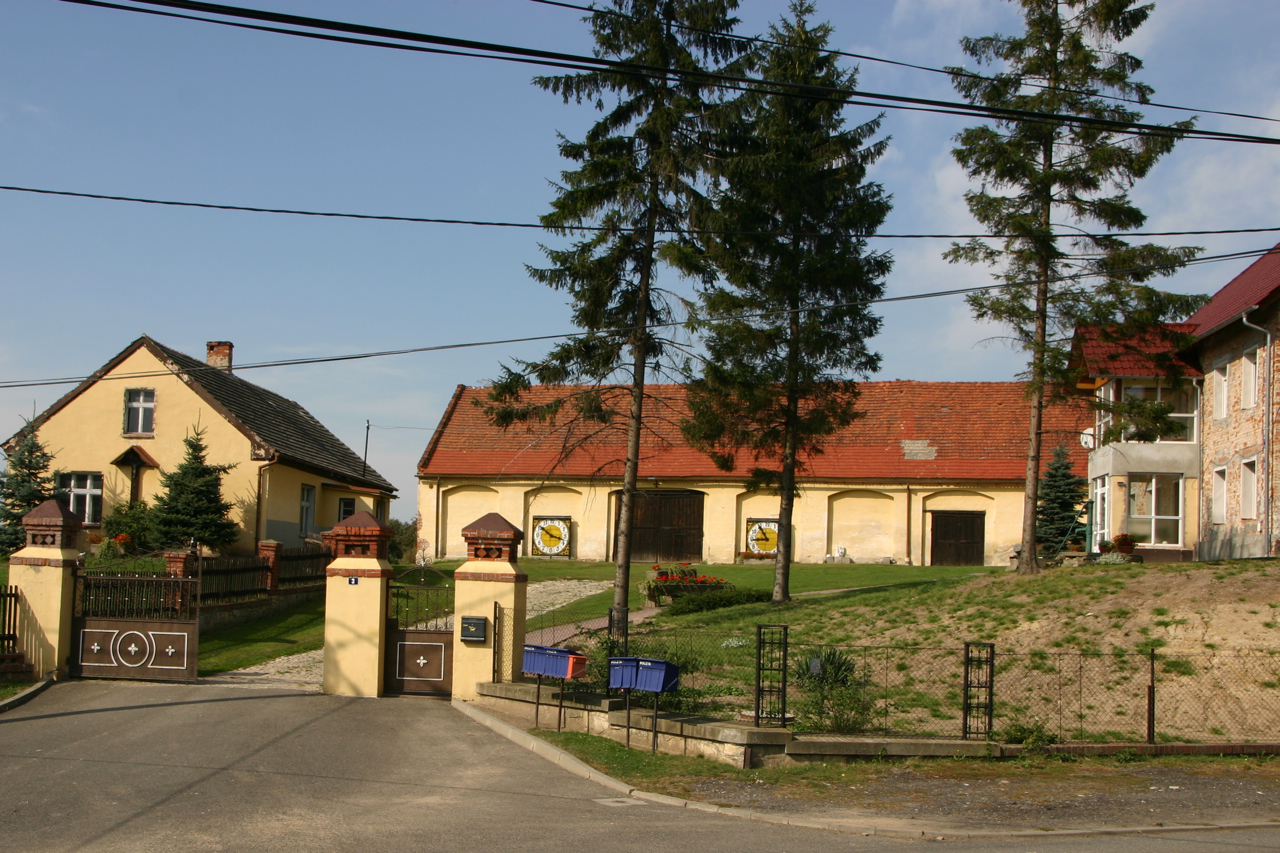
Stodoła w zespole plebańskim

Do wojewódzkiego rejestru zabytków wpisane są:
- kościół par. pw. św. Wawrzyńca wybudowany w latach 1899–1900[47], wybudowany według projektu Ludwiga Schneidera w miejscu poprzedniego z XVI wieku, z którego pochodzi XVI-wieczna wieża. Na murze zewnętrznym sześć renesansowych płyt nagrobnych oraz kartusze herbowe Odrowążów. Wewnątrz namalowany na desce obraz Matki Boskiej z XVI w., wypis z księgi rejestru
- ogrodzenie cmentarza, wypisane z księgi rejestru.

Zgodnie z gminną ewidencją zabytków w Wierzchu chronione są ponadto:
- układ ruralistyczny wsi
- kaplica cmentarna
- kapliczka przy domu nr 14
- kapliczka przy domu nr 75
- szkoła, nr 2
- plebania, nr 3
  - stodoła w zespole plebańskim
- dom mieszkalny nr 4
- gospoda, ob. dom mieszkalny nr 9
- dom mieszkalny nr 15, tzw. Willa Anna
- dom mieszkalny, ob. bud. gospodarczy w zagrodzie, nr 68A

## Pomniki i obiekty upamiętniające
- Pomnik poległych w I wojnie światowej – pomnik przy budynku nr 5 w Wierzchu powstały w latach 20. XX wieku jako upamiętnienie mieszkańców wsi, którzy polegli w I wojnie światowej. Na pomniku napis w języku niemieckim: „Treues Gedanken Ihren Gefallenen”[20].
- Pomnik poległych w II wojnie światowej – pomnik na placu kościelnym w Wierzchu powstały jako upamiętnienie mieszkańców Wierzchu i Mionowa, którzy polegli w II wojnie światowej. Na pomniku napis w języku niemieckim: „WARUM MUSSTEN SIE 1939–1945 IHR LEBEN LASSEN”[29].

## Gospodarka

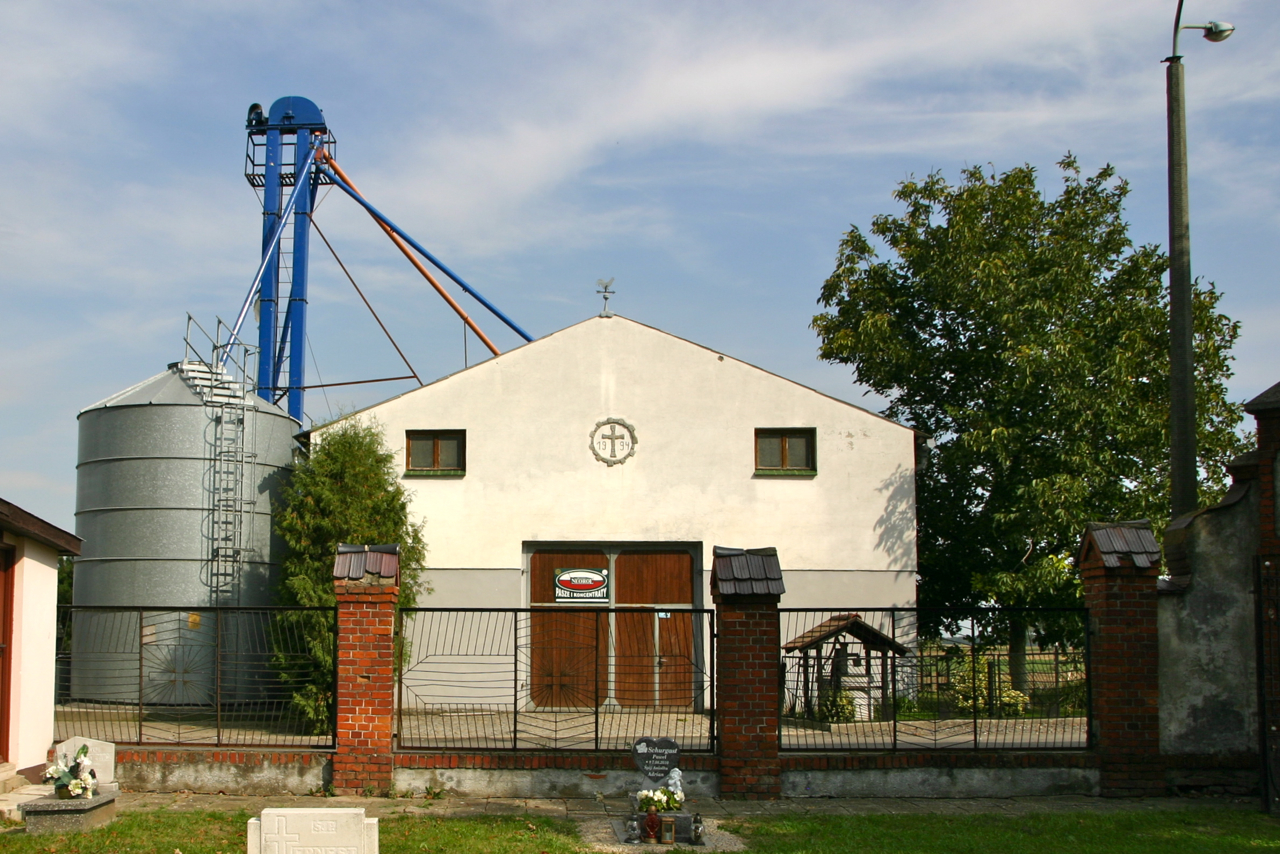
Hodowla trzody w Wierzchu

Wierzch jest miejscowością typowo rolniczą. Osiąga wysokie wyniki w produkcji roślinnej i zwierzęcej. Jej grunty posiadają jedne z najlepszych w gminie Głogówek warunków dla produkcji rolnej. Znajduje się tu stacja benzynowa, sklepy spożywcze i zakład produkcji materiałów budowlanych.
Wierzch wraz z całą gminą Głogówek podlega pod inspektorat ZUS w Prudniku.

## Transport

### Transport drogowy
Przez Wierzch przebiega droga krajowa
- Głuchołazy – Prudnik – Kędzierzyn-Koźle – Pyskowice

### Transport autobusowy
Wierzch posiada połączenia autobusowe z Głogówkiem, Prudnikiem. We wsi znajdują się dwa przystanki autobusowe – „Kościół”, „Wierzch”.
Transport autobusowy w Wierzchu obsługiwany był przez PKS Prudnik. W 2004 prudnicki PKS został sprywatyzowany z udziałem Connex Polska. W 2008, w wyniku połączenia spółek PKS Connex Prudnik i PKS Connex Kędzierzyn-Koźle, utworzona została spółka Veolia Transport Opolszczyzna, w 2013 przejęta przez Arriva Bus Transport Polska. W 2019 Arriva wycofała się z Prudnika. Wówczas organizacją przewozów pasażerskich w Wierzchu i okolicy zajęły się ościenne PKS-y. W grudniu 2021 powołano Powiatowo-Gminny Związek Transportu „Pogranicze”, mający na celu poprawę jakości transportu.

## Kultura
W Wierzchu działa Niemieckie Koło Przyjaźni (Deutscher Freundeskreis) – oddział terenowy Towarzystwa Społeczno-Kulturalnego Niemców na Śląsku Opolskim.
Etnograf Adolf Dygacz w 1954 zebrał wśród mieszkańców Wierzchu śląską pieśń ludową „Sami dwóch, sami dwóch”. Zapis pieśni został przekazany muzeum „Górnośląski Park Etnograficzny”. W 2015 wydana została płyta Musica per Verticem z serii Organy Śląska Opolskiego, nagrana w kościele św. Wawrzyńca w Wierzchu.

## Religia
W Wierzchu znajduje się katolicki kościół św. Wawrzyńca, który jest siedzibą parafii św. Wawrzyńca (dekanat Głogówek).

## Turystyka
Oddział PTTK „Sudetów Wschodnich” w Prudniku ustanowił turystyczną Odznakę Krajoznawczą Ziemi Prudnickiej, którą zdobywa się poprzez zwiedzenie odpowiedniej liczby obiektów w miejscowościach położonych na ziemi prudnickiej, w tym w Wierzchu.

### Szlaki rowerowe
Przez Wierzch prowadzi szlak rowerowy:
- Trasa rowerowa PTTK nr 261-c: Biała – Stare Miasto – Solec – Olbrachcice – Wierzch – Wilków – Rostkowice – Gostomia – Krobusz – Radostynia – Mokra – Łącznik – Brzeźnica – Górka Prudnicka – Ligota Bialska – Biała

## Bezpieczeństwo
W zakresie ochrony przeciwpożarowej oraz innych miejscowych zagrożeń w Wierzchu działa jednostka Ochotniczej Straży Pożarnej.
Miejscowość jest pod opieką dzielnicowego rejonu służbowego nr 12 Komendy Powiatowej Policji w Prudniku (Komisariat Policji w Głogówku).
Teren wsi, jak i całej gminy Głogówek, położony jest w strefie nadgranicznej w związku z czym Straż Graniczna dysponuje, na tym obszarze, specjalnymi kompetencjami w zakresie bezpieczeństwa. Gminę Głogówek obejmuje zasięgiem służbowym placówka Straży Granicznej w Opolu ze Śląskiego Oddziału SG.

## Ludzie związani z Wierzchem
- Franciszek Strzoda (1857–1922) – rolnik, poseł do landtagu i Reichstagu, działacz narodowy, urodzony w Wierzchu
- Alfons Rogosz (1858–1934) – franciszkanin, urodzony w Wierzchu
- Wilhelm Rogosz (1865–1939) – franciszkanin, urodzony w Wierzchu
- Roman Strzoda (1881–1943) – działacz narodowy i plebiscytowy, urodzony w Wierzchu
- Jan Strzoda (1887–1959) – lekarz, powstaniec śląski, oficer Polskich Sił Zbrojnych na Zachodzie, działacz społeczny, urodzony w Wierzchu